# Kelkit
Kelkit là một huyện thuộc tỉnh Gümüşhane, Thổ Nhĩ Kỳ. Huyện có diện tích 1438 km² và dân số thời điểm năm 2007 là 41664 người, mật độ 29 người/km².